# Christian Bauer (Theologe, 1973)
Christian Bauer (* 13. Juli 1973 in Würzburg) ist ein deutscher römisch-katholischer Pastoraltheologe. Seit 2023 ist er Lehrstuhlinhaber an der Westfälische Wilhelms-Universität Münster, zuvor lehrte er an der Universität Innsbruck.

## Leben
Nach dem Abitur 1993 in Würzburg absolvierte er den Zivildienst (1993–1994) in einer Caritas-Sozialstation. Das Theologiestudium (1995–2001) in Würzburg, Pune und Tübingen schloss er 2001 mit dem Diplom an der Katholisch-Theologischen Fakultät der Universität Würzburg (Gesamtnote: sehr gut) (Diplomarbeit bei Rolf Zerfaß: „Arbeiterpriester und Citykirche. Versuch einer semiotischen Analyse praktischer Orte der Theologie“). Nach der Grundförderung 1998 – 2001 der Bischöflichen Studienstiftung Cusanuswerk erhielt er von 2001 bis 2004 eine Graduiertenförderung der Bischöflichen Studienstiftung Cusanuswerk.
Von 2001 bis 2003 war er wissenschaftlicher Mitarbeiter am Institut M.-Dominique Chenu in Berlin und studierte Semiotik an der TU Berlin. 2002 absolvierte er eine Ausbildung zum Mediator am Institut für StreitKultur in Berlin. Von 2002 bis 2005 forschte er im Chenu-Archiv in Paris. Von 2006 bis 2007 machte er ein pastorales Praxisjahr im Auftrag des Erzbistums Bamberg in der Frauenkirche (Nürnberg). Von 2008 bis 2012 war er wissenschaftlicher Assistent am Lehrstuhl für Praktische Theologie der Katholisch-Theologischen Fakultät der Universität Tübingen. Von 2009 bis 2010 machte er eine hochschuldidaktische Weiterbildung des Katholisch-Theologischen Fakultätentages in Kooperation mit der Deutschen Bischofskonferenz.
Nach der Promotion 2010 durch die Katholisch-Theologische Fakultät der Universität Tübingen (Gesamtnote: summa cum laude) (Dissertation: „Ortswechsel der Theologie. M.-Dominique Chenu im Kontext seiner Programmschrift Une école de théologie: Le Saulchoir“; Betreuer: Ottmar Fuchs; Zweitgutachter: Bernd Jochen Hilberath) hatte er von 2010 bis 2011 einen Lehrauftrag zur Lehrstuhlvertretung im Fach Pastoraltheologie an der Katholisch-Theologischen Fakultät der Universität Bonn. Die Platzierung primo loco erhielt er 2011 im Berufungsverfahren zur Wiederbesetzung der Professur für Interkulturelle Pastoraltheologie und Homiletik an der Katholisch-Theologischen Fakultät der Universität Innsbruck.
2012 wurde er zum Universitätsprofessor für Interkulturelle Pastoraltheologie und Homiletik an der Katholisch-Theologischen Fakultät der Universität Innsbruck und zum Leiter des Universitätslehrganges Pastoraljahr der Diözesen Innsbruck, Feldkirch und Bozen-Brixen ernannt. Nach der Habilitation an der Katholisch-Theologischen Fakultät der Universität Graz mit der Habilitationsschrift: „Konstellative Pastoraltheologie. Erkundungen zwischen Diskursarchiven und Praxisfeldern“ wurde er 2017 zum Leiter des Instituts für Praktische Theologie ernannt.
Zum Sommersemester 2023 wechselte Bauer als Lehrstuhlinhaber für Pastoraltheologie an die Westfälische Wilhelms-Universität Münster.

## Werke (Auswahl)

### Publikationen in Buchform
- mit Thomas Eggensperger und Ulrich Engel (Hg.): M.-Dominique Chenu: Leiblichkeit und Zeitlichkeit. Eine anthropologische Stellungnahme (= Collection Chenu. Band 1). Morus, Berlin 2001, ISBN 3-87554-356-4.
- mit Michael Hölzl (Hg.): Gottes und des Menschen Tod? Die Theologie vor der Herausforderung Michel Foucaults. Matthias-Grünewald-Verlag, Mainz 2003, ISBN 3-7867-2454-7.
- Ortswechsel der Theologie. M.-Dominique Chenu im Kontext seiner Programmschrift Une école de théologie: Le Saulchoir (Tübinger Perspektiven zur Pastoraltheologie und Religionspädagogik. Band 42). LIT Verlag, Berlin/Münster 2010, ISBN 978-3-643-11213-2 (zugleich Dissertation, Tübingen 2010).
- mit Michael Schüßler (Hg.), Pastorales Lehramt? : Spielräume einer Theologie familialer Lebensformen, Ostfildern, 2015, ISBN 978-3-7867-3059-0.
- Konstellative Pastoraltheologie. Erkundungen zwischen Diskursarchiven und Praxisfeldern (Praktische Theologie heute. Band 146). Verlag W. Kohlhammer, Stuttgart 2017, ISBN 3-17-031498-X (zugleich Habilitationsschrift, Graz 2017).
- mit Daniel Bogner und Michael Schüßler (Hg.),Gott, Gaia und eine neue Gesellschaft. Theologie anders denken mit Bruno Latour, Bielefeld, 2021.

### Beiträge in Sammelwerken
- Pastorale Wende? Konzilstheologische Anmerkungen, in: Christian Bauer und Michael Schüßler (Hg.), Pastorales Lehramt? : Spielräume einer Theologie familialer Lebensformen,  Matthias-Grünewald-Verlag, Ostfildern, 2015, ISBN 978-3-7867-3059-0, S. 9 ff.
- Kritik der Pastoraltheologie. Nicht-Orte und Anders-Räume nach Michel de Certeau und Michel Foucault, in: Christian Bauer und  Michael Hölzl (Hg.): Gottes und des Menschen Tod? Die Theologie vor der Herausforderung Michel Foucaults. Matthias-Grünewald-Verlag, Mainz 2003, ISBN 3-7867-2454-7, S. 181 ff.
- Theologie der Erde? Umrisse einer terrestrischen Rede von Gott, in: Daniel Bogner und Michael Schüßler (Hg.),Gott, Gaia und eine neue Gesellschaft. Theologie anders denken mit Bruno Latour, Bielefeld, 2021, S. 115 ff.